# John Morton (acteur)
Pour les articles homonymes, voir John Morton et Morton.
John Fass Morton (né le 26 mars 1947) est un acteur, cascadeur et écrivain américain originaire d'Annapolis, dans le Maryland.

## Biographie

### Cinéma
Diplômé de la George Washington University, John Fass Morton rejoint l'Angleterre en 1971 pour approfondir ses études.
Revenu aux États-Unis et après une carrière au théatre, John Fass Morton apparait en 1977 dans Un pont trop loin (A Bridge Too Far), en 1979 dans Cuba (rôle de Gary) et en 1980 dans Superman II dans le rôle de l'astronaute nommé Nike. La même année, il joue dans le film Flash Gordon. Dans Star Wars, épisode V : L'Empire contre-attaque, il est Dak Ralter, coéquipier de Luke Skywalker, et la doublure du personnage de Boba Fett où il lui est donné de prononcer une fameuse réplique à Dark Vador à propos de Han Solo : « He's no good to me dead » (il ne me sert à rien mort). John Morton quitte ensuite Hollywood pour rejoindre Annapolis puis Washington en vue de reprendre des études pour amorcer une reconversion.

### Reconversion radicale
Ayant quitté Annapolis pour Washington, il reprend des études puis il est embauché par la société Gryphon Technologies et devient analyste de la sécurité nationale senior.
Devenu consultant en matière militaire, il publie plusieurs ouvrages sur le sujet, notamment Mustin - A Naval Family of the Twentieth Century (2003), et Next-generation homeland security : network federalism and the course to national preparedness (2012).

### Artistemulti-cartes
Artiste multi-cartes, John Fass Morton reste un musicien accompli et un excellent guitariste et il écrit également. Il a publié notamment Backstory in Blue, une biographie de Duke Ellington en 2008,,. De plus, il continue à collaborer régulièrement au Official Star Wars Blog.